# Minardi M197
Minardi M197 je Minardijev dirkalnik Formule 1, ki je bil v uporabi v sezoni 1997, ko so z njim dirkali Ukyo Katayama, Jarno Trulli in Tarso Marques. Dirkačem se ni uspelo uvrstiti med dobitnike točk. Jarno Trulli je dosegel najboljšo uvrstitev sezone z desetima mestoma na Velikih nagradah Avstralije in Argentine, Ukyo Katayama je kot svojo najboljšo uvrstitev dosegel deseti mesto na Monaka in Madžarske, Tarso Marques pa tudi deseto mesto na Veliki nagradi Velike Britanije.

## Popolni rezultati Formule 1
(legenda)
| Leto | Moštvo  | Motor   | Gume | Dirkači       | 1   | 2   | 3   | 4   | 5   | 6   | 7   | 8   | 9   | 10  | 11  | 12  | 13  | 14  | 15  | 16  | 17 | Toč | Prv |
| ---- | ------- | ------- | ---- | ------------- | --- | --- | --- | --- | --- | --- | --- | --- | --- | --- | --- | --- | --- | --- | --- | --- | -- | --- | --- |
| 1997 | Minardi | Hart V8 | B    |               | AVS | BRA | ARG | SMR | MON | ŠPA | KAN | FRA | VB  | NEM | MAD | BEL | ITA | AVT | LUK | JAP | EU | 0   | NC  |
| 1997 | Minardi | Hart V8 | B    | Jarno Trulli  | 9   | 12  | 9   | DNS | Ret | 15  | Ret |     |     |     |     |     |     |     |     |     |    | 0   | NC  |
| 1997 | Minardi | Hart V8 | B    | Tarso Marques |     |     |     |     |     |     |     | Ret | 10  | Ret | 12  | Ret | 14  | EX  | Ret | Ret | 15 | 0   | NC  |
| 1997 | Minardi | Hart V8 | B    | Ukyo Katayama | Ret | 18  | Ret | 11  | 10  | Ret | Ret | 11  | Ret | Ret | 10  | 14  | Ret | 11  | Ret | Ret | 17 | 0   | NC  |

‎